# Ståle Stensaas
Ståle Stensaas (Trondheim, Noruega, 7 de julio de 1971) es un ex-futbolista noruego, se desempeñaba como defensa y lateral y jugó la mayor parte de su carrera en el Rosenborg BK. Actualmente entrena a las categorías inferiores de dicho club.

## Clubes
| Club              | País       | Año         | Partidos | Goles |
| Rosenborg BK      | Noruega    | 1991 - 1997 | 85       | 2     |
| Rangers FC        | Escocia    | 1997 - 1999 | 20       | 1     |
| Nottingham Forest | Inglaterra | 1999        | 7        | 0     |
| Rosenborg BK      | Noruega    | 2000 - 2007 | 104      | 12    |
| FC Lyn Oslo       | Noruega    | 2007 - 2008 | 24       | 3     |
| Lillestrøm SK     | Noruega    | 2008        | 9        | 1     |

## Palmarés
Rosenborg BK
- Tippeligaen: 1993-94, 1994-95, 1995-96, 2000-01, 2001-02, 2002-03, 2003-04, 2005-06
- Copa de Noruega: 1995, 2003

- Datos: Q2707835
- Multimedia: Ståle Stensaas / Q2707835